# Lista ptaków Egiptu
Lista ptaków Egiptu
Na terenie Egiptu stwierdzono 479 gatunków ptaków, z czego 379 stanowi naturalnie występujące i niewytępione gatunki; w poniższym spisie nie uwzględniono gatunków wprowadzonych, wytępionych (struś czerwonoskóry) i zalatujących. Spośród tych 379 gatunków 10 jest krytycznie zagrożonych (CR, Critically Endangered), zagrożonych (EN, Endangered) lub narażonych na wyginięcie (VU, Vulnerable); 16 jest bliskich zagrożenia (NT, Near Threatened). Żaden z gatunków nie posiada statusu Niedostateczne Dane (DD, Data Deficient). Brak endemitów.
Important Bird Area na terenie Egiptu w liczbie 34 zajmują łącznie 3 471 850 ha; nie występuje żaden obszar uznany za Endemic Bird Area. Spośród 379 gatunków 241 to ptaki lądowe, 299 gatunków jest wędrownych, 129 gat. to ptaki wodne.

## Blaszkodziobe(Anseriformes)
- gęś białoczelna, Anser albifrons
- łabędź niemy, Cygnus olor
- kazarka egipska, Alopochen aegyptiaca
- kazarka rdzawa, Tadorna ferruginea
- ohar, Tadorna tadorna
- krakwa, Anas strepera
- świstun zwyczajny, Anas penelope
- krzyżówka, Anas platyrhynchos
- płaskonos zwyczajny, Anas clypeata
- rożeniec zwyczajny, Anas acuta
- cyranka zwyczajna, Anas querquedula
- cyraneczka zwyczajna, Anas crecca
- marmurka, Marmaronetta angustirostris
- hełmiatka zwyczajna, Netta rufina
- głowienka zwyczajna, Aythya ferina
- podgorzałka zwyczajna, Aythya nyroca
- czernica, Aythya fuligula
- bielaczek, Mergellus albellus
- szlachar, Mergus serrator
- sterniczka zwyczajna, Oxyura leucocephala

## Grzebiące(Galliformes)
- góropatwa azjatycka, Alectoris chukar
- góropatwa berberyjska, Alectoris barbara
- kuropatewka pustynna, Ammoperdix heyi
- przepiórka zwyczajna, Coturnix coturnix

## Perkozy(Podicipediformes)
- perkozek, Tachybaptus ruficollis
- perkoz dwuczuby, Podiceps cristatus
- perkoz zausznik, Podiceps nigricollis

## Flamingi(Phoenicopteriformes)
- flaming różowy, Phoenicopterus roseus

## Rurkonose(Procellariiformes)
- burzyk żółtodzioby, Calonectris diomedea
- burzyk szary, Puffinus griseus
- burzyk śródziemnomorski, Puffinus yelkouan
- burzyk balearski, Puffinus mauretanicus
- oceannik żółtopłetwy, Oceanites oceanicus

## Faetony(Phaethontiformes)
- faeton białosterny, Phaeton aethereus

## Bocianowe(Ciconiiformes)
- bocian czarny, Ciconia nigra
- bocian biały, Ciconia ciconia
- dławigad afrykański, Mycteria ibis

## Głuptakowe(Suliformes)
- głuptak białobrzuchy, Sula leucogaster
- głuptak zwyczajny, Morus bassanus
- kormoran czarny, Phalacrocorax carbo

## Pelikanowe(Pelecaniformes)
- pelikan różowy, Pelecanus onocrotalus
- pelikan mały, Pelecanus rufescens
- bąk zwyczajny, Botaurus stellaris
- bączek zwyczajny, Ixobrychus minutus
- czapla siwa, Ardea cinerea
- czapla olbrzymia, Ardea goliath
- czapla purpurowa, Ardea purpurea
- czapla biała, Ardea alba
- czapla nadobna, Egretta garzetta
- czapla rafowa, Egretta gularis
- czapla złotawa, Bubulcus ibis
- czapla modronosa, Ardeola ralloides
- czapla zielonawa, Butorides striata
- ślepowron zwyczajny, Nycticorax nycticorax
- ibis kasztanowaty, Plegadis falcinellus
- warzęcha zwyczajna, Platalea leucorodia

## Szponiaste(Accipitriformes)
- rybołów zwyczajny, Pandion haliaetus
- kaniuk zwyczajny, Elanus caeruleus
- orłosęp, Gypaetus barbatus
- ścierwnik, Neophron percnopterus
- trzmielojad zwyczajny, Pernis apivorus
- sęp kasztanowaty, Aegypius monachus
- sęp uszaty, Torgos tracheliotus
- sęp plamisty, Gyps rueppellii
- sęp płowy, Gyps fulvus
- kuglarz, Terathopius ecaudatus
- gadożer zwyczajny, Circaetus gallicus
- orlik krzykliwy, Clanga pomarina
- orlik grubodzioby, Clanga clanga
- orzełek włochaty, Hieraaetus pennatus
- orzeł stepowy, Aquila nipalensis
- orzeł cesarski, Aquila heliaca
- orzeł przedni, Aquila chrysaetos
- orzeł czarny, Aquila verreauxii
- orzeł południowy, Aquila fasciata
- błotniak stawowy, Circus aeruginosus
- błotniak zbożowy, Circus cyaneus
- błotniak stepowy, Circus macrourus
- błotniak łąkowy, Circus pygargus
- krogulec krótkonogi, Accipiter brevipes
- krogulec zwyczajny, Accipiter nisus
- jastrząb zwyczajny, Accipiter gentilis
- kania ruda, Milvus milvus
- kania czarna, Milvus migrans
- bielik zwyczajny, Haliaeetus albicilla
- myszołów zwyczajny, Buteo buteo
- kurhannik, Buteo rufinus

## Sokołowe(Falconiformes)
- pustułeczka, Falco naumanni
- pustułka zwyczajna, Falco tinnunculus
- kobczyk zwyczajny, Falco vespertinus
- sokół skalny, Falco eleonorae
- sokół śniady, Falco concolor
- drzemlik, Falco columbarius
- kobuz, Falco subbuteo
- raróg górski, Falco biarmicus
- sokół wędrowny, Falco peregrinus
- sokół berberyjski, Falco pelegrinoides

## Dropie(Otidiformes)
- hubara saharyjska, Chlamydotis undulata
- hubara arabska, Chlamydotis macqueenii

## Żurawiowe(Gruiformes)
- derkacz zwyczajny, Crex crex
- wodnik zwyczajny, Rallus aquaticus
- zielonka, Porzana parva
- karliczka, Porzana pusilla
- kropiatka, Porzana porzana
- modrzyk, Porphyrio porphyrio
- kokoszka zwyczajna, Gallinula chloropus
- kokoszka mała, Gallinula angulata
- łyska, Fulica atra
- żuraw stepowy, Anthropoides virgo
- żuraw zwyczajny, Grus grus

## Siewkowe(Charadriiformes)
- kulon, Burhinus oedicnemus
- kulon rzeczny, Burhinus senegalensis
- pijawnik, Pluvianus aegyptius
- szczudłak zwyczajny, Himantopus himantopus
- szablodziób, Recurvirostra avosetta
- ostrygojad, Haematopus ostralegus
- siewnica, Pluvialis squatarola
- siewka złota, Pluvialis apricaria
- siewka złotawa, Pluvialis fulva
- czajka zwyczajna, Vanellus vanellus
- czajka szponiasta, Vanellus spinosus
- czajka towarzyska, Vanellus gregarius
- czajka stepowa, Vanellus leucurus
- sieweczka mongolska, Charadrius mongolus
- sieweczka pustynna, Charadrius leschenaultii
- sieweczka długonoga, Charadrius asiaticus
- sieweczka piaskowa, Charadrius pecuarius
- sieweczka morska, Charadrius alexandrinus
- sieweczka obrożna, Charadrius hiaticula
- sieweczka rzeczna, Charadrius dubius
- sieweczka śniada, Charadrius tricollaris
- mornel, Charadrius morinellus
- złotosłonka bengalska, Rostratula benghalensis
- terekia, Xenus cinereus
- brodziec piskliwy, Actitis hypoleucos
- samotnik, Tringa ochropus
- brodziec śniady, Tringa erythropus
- kwokacz, Tringa nebularia
- brodziec pławny, Tringa stagnatilis
- łęczak, Tringa glareola
- krwawodziób, Tringa totanus
- kulik mniejszy, Numenius phaeopus
- kulik cienkodzioby, Numenius tenuirostris
- kulik wielki, Numenius arquata
- rycyk, Limosa limosa
- szlamnik, Limosa lapponica
- kamusznik, Arenaria interpres
- biegus rdzawy, Calidris canutus
- batalion, Calidris pugnax
- biegus płaskodzioby, Calidris falcinellus
- biegus krzywodzioby, Calidris ferruginea
- biegus mały, Calidris temminckii
- biegus smukłodzioby, Calidris subminuta
- piaskowiec, Calidris alba
- biegus zmienny, Calidris alpina
- biegus malutki, Calidris minuta
- biegus arktyczny, Calidris melanotos
- bekasik, Lymnocryptes minimus
- bekas dubelt, Gallinago media
- bekas kszyk, Gallinago gallinago
- słonka zwyczajna, Scolopax rusticola
- płatkonóg szydłodzioby, Phalaropus lobatus
- płatkonóg płaskodzioby, Phalaropus fulicarius
- krabożer, Dromas ardeola
- rączak zwyczajny, Cursorius cursor
- żwirowiec łąkowy, Glareola pratincola
- żwirowiec stepowy, Glareola nordmanni
- wydrzyk tęposterny, Stercorarius pomarinus
- wydrzyk ostrosterny, Stercorarius parasiticus
- wydrzyk długosterny, Stercorarius longicaudus
- mewa trójpalczasta, Rissa tridactyla
- mewa cienkodzioba, Chroicocephalus genei
- mewa śmieszka, Chroicocephalus ridibundus
- mewa mała, Hydrocoloeus minutus
- mewa czarnogłowa, Ichthyaetus melanocephalus
- mewa białooka, Ichthyaetus leucophthalmus
- mewa przydymiona, Ichthyaetus hemprichii
- mewa orlica, Ichthyaetus ichthyaetus
- mewa śródziemnomorska, Ichthyaetus audouinii
- mewa pospolita, Larus canus
- mewa romańska, Larus michahellis
- mewa białogłowa, Larus cachinnans
- mewa armeńska, Larus armenicus
- mewa żółtonoga, Larus fuscus
- rybitwa brunatnogrzbieta, Onychoprion anaethetus
- rybitwa białoczelna, Sternula albifrons
- rybitwa krótkodzioba, Gelochelidon nilotica
- rybitwa wielkodzioba, Hydroprogne caspia
- rybitwa czarna, Chlidonias niger
- rybitwa białoskrzydła, Chlidonias leucopterus
- rybitwa białowąsa, Chlidonias hybrida
- rybitwa rzeczna, Sterna hirundo
- rybitwa arabska, Sterna repressa
- rybitwa złotodzioba, Thalasseus bergii
- rybitwa czubata, Thalasseus sandvicensis
- rybitwa bengalska, Thalasseus bengalensis

## Stepówki(Pterocliformes)
- stepówka brunatnobrzucha, Pterocles exustus
- stepówka rudogardła, Pterocles senegallus
- stepówka czarnobrzucha, Pterocles orientalis
- stepówka piaskowa, Pterocles coronatus
- stepówka prążkowana, Pterocles lichtensteinii

## Gołębiowe(Columbiformes)
- gołąb skalny, Columba livia
- gołąb siniak, Columba oenas
- turkawka, Streptopelia turtur
- turkawka wschodnia, Streptopelia orientalis
- sierpówka, Streptopelia orientalis
- turkaweczka czarnogardła, Streptopelia orientalis

## Kukułkowe(Cuculiformes)
- kukułka czubata, Clamator glandarius
- kukułka zwyczajna, Clamator glandarius
- kukal senegalski, Centropus senegalensis

## Sowy(Strigiformes)
- płomykówka zwyczajna, Tyto alba
- syczek zwyczajny, Otus scops
- puchacz zwyczajny, Bubo bubo
- puchacz pustynny, Bubo ascalaphus
- pójdźka zwyczajna, Athene noctua
- puszczyk arabski, Strix butleri
- uszatka zwyczajna, Asio otus
- uszatka błotna, Asio flammeus

## Lelkowe(Caprimulgiformes)
- lelek zwyczajny, Caprimulgus europaeus
- lelek egipski, Caprimulgus aegyptius

## Jerzykowe(Apodiformes)
- jerzyk alpejski, Apus melba
- jerzyk zwyczajny, Apus apus
- jerzyk blady, Apus pallidus
- jerzyk mały, Apus affinis

## Kraskowe(Coraciiformes)
- zimorodek zwyczajny, Alcedo atthis
- łowiec krasnodzioby, Halcyon smyrnensis
- łowczyk obrożny, Todiramphus chloris
- rybaczek srokaty, Ceryle rudis
- żołna wschodnia, Merops orientalis
- żołna modrolica, Merops persicus
- żołna zwyczajna, Merops apiaster
- kraska zwyczajna, Coracias garrulus
- dudek zwyczajny, Upupa epops

## Dzięciołowe(Piciformes)
- krętogłów zwyczajny, Jynx torquilla
- dzięcioł białoszyi, Dendrocopos syriacus

## Wróblowe(Passeriformes)
- dzierzbik czewonogardły, Rhodophoneus cruentus
- dzierzba gąsiorek, Lanius collurio
- dzierzba śródziemnomorska, Lanius meridionalis
- dzierzba czarnoczelna, Lanius minor
- dzierzba białoczelna, Lanius nubicus
- dzierzba rudogłowa, Lanius senator
- wilga zwyczajna, Oriolus oriolus
- gawron, Corvus frugilegus
- czarnowron, Corvus corone
- wrona siwa, Corvus cornix
- kruk pustynny, Corvus ruficollis
- kruk kusy, Corvus rhipidurus
- kruk zwyczajny, Corvus corax
- skowron pustynny, Alaemon alaudipes
- skowrończyk sierpodzioby, Chersophilus duponti
- pustynka białoczelna, Eremopterix nigriceps
- skowronik rudawy, Ammomanes cinctura
- skowronik piaskowy, Ammomanes deserti
- skowroniak, Ramphocoris clotbey
- kalandra szara, Melanocorypha calandra
- kalandra dwuplamista, Melanocorypha bimaculata
- skowrończyk krótkopalcowy, Calandrella brachydactyla
- skowrończyk mały, Calandrella rufescens
- dzierlatka, Galerida cristata
- skowronek zwyczajny, Alauda arvensis
- skowronek orientalny, Alauda gulgula
- lerka, Lullula arborea
- górniczek mały, Eremophila bilopha
- brzegówka zwyczajna, Riparia riparia
- jaskółka skalna, Ptyonoprogne rupestris
- jaskółka blada, Ptyonoprogne fuligula
- dymówka, Hirundo rustica
- jaskółka rudawa, Cecropis daurica
- oknówka, Delichon urbicum
- sikora bogatka, Parus major
- remiz zwyczajny, Remiz pendulinus
- bilbil ogrodowy, Pycnonotus barbatus
- bilbil arabski, Pycnonotus xanthopygos
- mysikrólik zwyczajny, Regulus regulus
- skotniczka, Scotocerca inquieta
- piecuszek, Phylloscopus trochilus
- pierwiosnek zwyczajny, Phylloscopus collybita
- świstunka górska, Phylloscopus bonelli
- świstunka złotorzytna, Phylloscopus orientalis
- świstunka leśna, Phylloscopus sibilatrix
- świstunka żółtawa, Phylloscopus inornatus
- wójcik, Phylloscopus trochiloides
- zaganiacz blady, Iduna pallida
- zaganiacz pustynny, Hippolais languida
- zaganiacz oliwny, Hippolais olivetorum
- zaganiacz, Hippolais icterina
- tamaryszka, Acrocephalus melanopogon
- rokitniczka, Acrocephalus schoenobaenus
- zaroślówka, Acrocephalus dumetorum
- łozówka, Acrocephalus palustris
- trzcinniczek, Acrocephalus scirpaceus
- trzciniak zwyczajny, Acrocephalus arundinaceus
- trzciniak głośny, Acrocephalus stentoreus
- strumieniówka, Locustella fluviatilis
- brzęczka, Locustella luscinioides
- chwastówka zwyczajna, Cisticola juncidis
- prinia zwyczajna, Prinia gracilis
- kapturka, Sylvia atricapilla
- gajówka, Sylvia borin
- pokrzewka pustynna, Sylvia nana
- jarzębatka, Sylvia nisoria
- piegża, Sylvia curruca
- pokrzewka arabska, Sylvia leucomelaena
- lutniczka wschodnia, Sylvia crassirostris
- pokrzewka kaspijska, Sylvia mystacea
- pokrzewka czarnogardła, Sylvia rueppelli
- pokrzewka wąsata, Sylvia cantillans
- pokrzewka aksamitna, Sylvia melanocephala
- cierniówka, Sylvia communis
- pokrzewka okularowa, Sylvia conspicillata
- tymal arabski, Turdoides squamiceps
- tymal saharyjski, Turdoides fulva
- muchołówka szara, Muscicapa striata
- drozdówka rdzawa, Erythropygia galactotes
- rudzik zwyczajny, Erithacus rubecula
- słowik szary, Luscinia luscinia
- słowik rdzawy, Luscinia megarhynchos
- podróżniczek, Luscinia svecica
- muchołówka żałobna, Ficedula hypoleuca
- muchołówka białoszyja, Ficedula albicollis
- muchołówka półobrożna, Ficedula semitorquata
- muchołówka mała, Ficedula parva
- pleszka zwyczajna, Phoenicurus phoenicurus
- kopciuszek zwyczajny, Phoenicurus ochruros
- nagórnik, Monticola saxatilis
- modrak, Monticola solitarius
- pokląskwa, Saxicola rubetra
- kląskawka, Saxicola rubicola
- białorzytka czarnosterna, Oenanthe melanura
- białorzytka saharyjska, Oenanthe leucopyga
- białorzytka arabska, Oenanthe monacha
- białorzytka zwyczajna, Oenanthe oenanthe
- białorzytka srokata, Oenanthe lugens
- białorzytka białogrzbieta, Oenanthe finschii
- rudorzytka, Oenanthe moesta
- białorzytka pstra, Oenanthe pleschanka
- białorzytka cypryjska, Oenanthe cypriaca
- białorzytka rdzawa, Oenanthe hispanica
- złotorzytka rdzawosterna, Oenanthe xanthoprymna
- białorzytka pustynna, Oenanthe deserti
- białorzytka płowa, Oenanthe isabellina
- drozd obrożny, Turdus torquatus
- kos, Turdus merula
- kwiczoł, Turdus pilaris
- droździk, Turdus iliacus
- śpiewak, Turdus philomelos
- paszkot, Turdus viscivorus
- pasterz, Pastor roseus
- szpak zwyczajny, Sturnus vulgaris
- czarnotek arabski, Onychognathus tristramii
- nektarzyk długosterny, Hedydipna metallica
- nektarnik palestyński, Cinnyris osea
- pokrzywnica, Prunella modularis
- pliszka żółta, Motacilla flava
- pliszka górska, Motacilla cinerea
- pliszka siwa, Motacilla alba
- pliszka srokata, Motacilla aguimp
- świergotek szponiasty, Anthus richardi
- świergotek cynamonowy, Anthus cinnamomeus
- świergotek długodzioby, Anthus similis
- świergotek polny, Anthus campestris
- świergotek łąkowy, Anthus pratensis
- świergotek drzewny, Anthus trivialis
- świergotek rdzawogardły, Anthus cervinus
- siwerniak, Anthus spinoletta
- świergotek bagienny, Anthus rubescens
- ortolan, Emberiza hortulana
- trznadel modrogłowy, Emberiza caesia
- trznadel smużkowany, Emberiza striolata
- trznadel czarnogłowy, Emberiza melanocephala
- potrzeszcz, Emberiza calandra
- zięba, Fringilla coelebs
- jer, Fringilla montifringilla
- gilak pustynny, Bucanetes githagineus
- gilak mongolski, Bucanetes mongolicus
- dziwonia, Carpodacus erythrinus
- dziwonia synajska, Carpodacus synoicus
- dzwoniec zwyczajny, Chloris chloris
- czyż zwyczajny, Spinus spinus
- szczygieł zwyczajny, Carduelis carduelis
- makolągwa zwyczajna, Carduelis cannabina
- kulczyk zwyczajny, Serinus serinus
- kulczyk syryjski, Serinus syriacus
- grubodziób zwyczajny, Coccothraustes coccothraustes
- wróbel domowy, Passer domesticus
- wróbel śródziemnomorski, Passer hispaniolensis
- wróbel krótkopalcowy, Carpospiza brachydactyla